# 第31軍 (德國國防軍)
第31軍（德語：XXXI. Armeekorps）是二戰期間德國國防軍的一個軍。它建立於1945年3月27日，並於1945年5月8日德國戰敗後解散。第31軍主要在德國西北部埃姆斯河戰鬥。因此它也被稱為埃姆斯軍。
該軍下轄第2海軍師、第7傘兵師和第15裝甲擲彈兵師。